# Antiche unità di misura del circondario di Messina
Sono qui riportate le conversioni tra le antiche unità di misura in uso nel circondario di Messina e il sistema metrico decimale, così come stabilite ufficialmente nel 1877; non si riportano le unità di misura e di peso stabilite con la riforma del 1809, rese uniformi nell'intero Regno di Sicilia.
Nonostante l'apparente precisione nelle tavole, in molti casi è necessario considerare che i campioni utilizzati erano di fattura approssimativa o discordanti tra loro.

## Misure di lunghezza
Nel 1877 sono indicate in uso solo le unità ufficiali del 1809.

## Misure di superficie
Nel 1877, oltre alle unità ufficiali del 1809, sono indicate in uso alcune misure abusive.
| Comuni | Denominazione      | Valore    | Unità |
| --- | ------------------ | --------- | ----- |
| Messina, Bavuso, Fiumedinisi, Gualtieri Sicaminò, Itala, Mandanici, Nizza di Sicilia, Pagliara, Roccalumera, Roccavaldina, Rometta, San Pier Nicento, Monforte, S. Stefano di Briga, Scaletta Zanclea, Spadafora S. Martino, Valdina, Venetico | Salma              | 17896,42  | m²    |
| Messina, Bavuso, Fiumedinisi, Gualtieri Sicaminò, Itala, Mandanici, Nizza di Sicilia, Pagliara, Roccalumera, Roccavaldina, Rometta, San Pier Nicento, Monforte, S. Stefano di Briga, Scaletta Zanclea, Spadafora S. Martino, Valdina, Venetico | Tomolo             | 1118,53   | m²    |
| Messina, Spadafora S. Martino | Salma              | 222650,16 | m²    |
| Messina, Spadafora S. Martino | Tomolo             | 1415,64   | m²    |
| Alì, Calvaruso, Guidomandri, Monforte S. Giorgio, Saponara Villafranca | Salma              | 17148,71  | m²    |
| Alì, Calvaruso, Guidomandri, Monforte S. Giorgio, Saponara Villafranca | Tomolo             | 1071,79   | m²    |
| Calvaruso, Condrò, Milazzo, S. Filippo, Spadafora S. Pietro, Santa Lucia del Mela | Salma              | 21703,84  | m²    |
| Calvaruso, Condrò, Milazzo, S. Filippo, Spadafora S. Pietro, Santa Lucia del Mela | Tomolo             | 1356,49   | m²    |
| Lipari | Salma              | 24043,36  | m²    |
| Lipari | Tomolo             | 1502,71   | m²    |
| Lipari | Pergola            | 60,11     | m²    |
| Lipari | Salma per i boschi | 30054,20  | m²    |

La salma abusiva si divide in 16 tomoli.
Il tomolo di Messina di are 11,1853 ha per lato la corda di 16 canne abolite di Messina.
Il tomolo di Messina di are 14,1564 ha per lato la corda di canne 18 abolite di Messina.
Il tomolo di Ali la corda di 16 canne abolite di Palermo.
Il tomolo di Calvaruso di are 13,5649 la corda di 16 canne abolite di Palermo.
Il tomolo di Lipari di are 15,0271 ha per lato la corda di canne 18 e palmi 6 aboliti di Lipari e si divide in 25 pergole di 900 palmi quadrati aboliti di Lipari.
La salma di Lipari per i terreni boschivi è di 20 tomoli di Lipari.

## Misure di volume
Nel 1877 sono indicate in uso solo le unità ufficiali del 1809.

## Misure di capacità per gli aridi
Nel 1877, oltre alle unità ufficiali del 1809, sono indicate in uso alcune misure abusive.
| Comuni         | Denominazione | Valore   | Unità |
| -------------- | ------------- | -------- | ----- |
| Tutti i comuni | Salma abusiva | 343,8611 | L     |

La salma abusiva è di 20 tomoli rasi.

## Misure di capacità per i liquidi
Nel 1877, oltre alle unità ufficiali del 1809, sono indicate in uso alcune misure abusive.
| Comuni | Denominazione | Valore   | Unità |
| --- | ------------- | -------- | ----- |
| Messina, Bavuso, Calvaruso, Condrò, Monforte San Giorgio, Roccavaldina, Rometta, S. Fiuppo, Santa Lucia del Mela, San Pier Monforte, Saponara Villafranca, Spadafora S. Martino, Valdina, Venetico, Alì, Fiumedinisi, Itala, Guidomandri, Mandanici, Nizza di Sicilia, Pagliara, Roccalumera, Scaletta Zanclea, S. Stefano di Briga | Botte         | 483,0829 | L     |
| Messina, Bavuso, Calvaruso, Condrò, Monforte San Giorgio, Roccavaldina, Rometta, S. Fiuppo, Santa Lucia del Mela, San Pier Monforte, Saponara Villafranca, Spadafora S. Martino, Valdina, Venetico, Alì, Fiumedinisi, Itala, Guidomandri, Mandanici, Nizza di Sicilia, Pagliara, Roccalumera, Scaletta Zanclea, S. Stefano di Briga | Salma         | 80,5138  | L     |
| Gualtieri Sicaminò, Milazzo, Spadafora S. Pietro | Botte         | 474,5283 | L     |
| Gualtieri Sicaminò, Milazzo, Spadafora S. Pietro | Salma         | 79,0880  | L     |
| Lipari | Barile        | 51,5792  | L     |

La botte da vino di Messina si divide in 6 salme, la salma è di 128 quartucci di once 24 peso d'acqua, pari a litri 0,629014, e si misura in quartucci legali 93 27/41, e si divide in 2 barili, il barile si divide in 4 quartare, la quartara di 16 quartucci d'once 24 peso d'acqua si misura in quartucci 11 29/4l legali.
La stessa botte da vino nei comuni di Alì, Fiumedinisi, Itala, Guidomandri, Mandanici, Nizza Sicilia, Pagliara, Roccalumera, Scaletta Zanglea e S. Stefano di Briga si divide in 6 salme, la salma in 2 barili, il barile in 4 quartare, la quartara in 16 quartucci. Il quartuccio è d'once 24 peso d'acqua eguale a litri 0,629014.
La botte da vino di Gualtieri Sicaminò si divide in 6 salme, la salma in 2 barili, il barile in 4 quartare, la quartara in quartucci legali 11 1/2.
Il barile da vino di Lipari si divide in 4 quartare, la quartara in 15 quartucci legali.
| Comuni | Denominazione | Valore   | Unità |
| --- | ------------- | -------- | ----- |
| Messina, Alì, Guidomandri, Mandanici, Nizza di Sicilia, Pagliara, ,Roccalumera, S. Stefano di Briga, Scaletta Zanclea                            | Botte         | 513,2755 | L     |
| Messina, Alì, Guidomandri, Mandanici, Nizza di Sicilia, Pagliara, ,Roccalumera, S. Stefano di Briga, Scaletta Zanclea                            | Salma         | 85,5459  | L     |
| Bavuso | Botte         | 531,3911 | L     |
| Calvaruso | Botte         | 660,2132 | L     |
| Condrò | Botte         | 495,1599 | L     |
| Gualtieri Sicaminò | Botte         | 567,3708 | L     |
| Lipari | Salma         | 116,0531 | L     |
| Milazzo, Spadafora S. Pietro | Botte         | 526,1074 | L     |
| Roccavaldina, Rometta, Monforte San Giorgio, Venetico, S. Pier Monforte, Valdina, Saponara Villafranca, Spadafora S. Martino, Fiumedinisi, Itala | Botte         | 543,4682 | L     |
| San Filippo, Santa Lucia del Mela | Botte         | 583,7251 | L     |

La botte da mosto di Messina si divide in 6 salme, la salma di 136 quartucci d'once 24 peso d'acqua, pari a litri 0,629014, è misurata da quartucci legali 99 21/41, e si divide in 8 quartare. La quartara di 17 quartucci di once 24 peso d'acqua è misurata da quartucci legali 12 18/41.
La stessa botte da mosto fuori di Messina si divide in 6 salme, la salma in 8 quartare, la quartara in 17 quartucci, il quartuccio 6 di once 24 peso d'acqua, pari a litri 0,629014.
La botte da mosto di Bavuso si divide in 6 salme, la salma in 8 quartare, la quartara da mosto, un decimo di più di quella del vino, corrisponde a quartucci 17 3/5 di once 24 peso d'acqua ed è misurata da quartucci legali 12 36/41.
La botte da mosto di Calvaruso si divide in 6 salme, la salma in 8 quartare, la quartara in 16 quartucci legali.
La botte da mosto di Condrò si divide in 6 salme, la salma in 8 quartare, la quartara in 12 quartucci legali.
La botte da mosto di Gualtieri Sicaminò si divide in 6 salme, la salma in 8 quartare, la quartara in quartucci legali 13 3/4.
La salma da mosto di Lipari si divide in 9 quartare, la Quartara in 13 quartucci legali.
La botte da mosto di Milazzo si divide in 6 salme, la salma in 2 barili, il barile in 51 quartucci legali.
La botte da mosto di Roccavaldina si divide in 6 salme di 144 quartucci di once 24 peso d'acqua, la salma è misurata da 105 15/41 quartucci legali, e si divide in 8 quartare, la quartara di 18 quartucci di once 24 peso d'acqua è misurata da 13 7/41 quartucci legali.
La botte da mosto di S. Filippo si divide in 6 salme, la salma di 154 2/3 quartucci di once 24 peso d'acqua, è misurata da 113 7/41 quartucci legali e si divide in 8 quartare, la quartara di 19 1/3 quartucci di once 24 peso d'acqua, è misurata da 14 6/41 quartucci legali.
| Comuni                                                                                              | Denominazione                             | Valore    | Unità |
| --------------------------------------------------------------------------------------------------- | ----------------------------------------- | --------- | ----- |
| Messina, Milazzo, Rometta, Monforte San Giorgio, Valdina, Spadafora S. Martino, Spadafora S. Pietro | Cafiso di 13 3/4 rotoli = 10,910 kg       | 11,820224 | L     |
| Ali, Fiumedinisi, Guidomandri, Itala, Nizza di Sicilia, Scaletta, S. Stefano di Briga               | Cafiso di rotoli 12 1/2 = 9,918 kg        | 10,745658 | L     |
| Bavuso, Roccavaldina                                                                                | Cafiso di rotoli 14,9 = 11,346 kg         | 12,293033 | L     |
| Calvaruso                                                                                           | Cafiso di rotoli 12 1/2 = 9,918 kg        | 10,745658 | L     |
| Condrò, S. Filippo, Venetico, Santa Lucia del Mela                                                  | Cafiso di rotoli 14 = 11,108 kg           | 12,035137 | L     |
| Gualtieri Sicaminò                                                                                  | Cafiso di rotoli 14 1/2 = 11,505 kg       | 12,464963 | L     |
| Lipari                                                                                              | Cantaro di rotoli 100 = 79,342 kg         | 85,965265 | L     |
| Mandanici                                                                                           | Cafiso di rotoli 13,26 = 11,009 kg        | 11,927681 | L     |
| Pagliara, Roccalumera                                                                               | Cafiso di rotoli 12 = 9,521 kg            | 10,315832 | L     |
| S. Pier Monforte                                                                                    | Cafiso di rotoli 14,6 = 11,267 kg         | 12,207068 | L     |
| Saponara Villafranca                                                                                | Cafiso di rotoli 15 e 10 once = 12,166 kg | 13,181341 | L     |

I Cafisi di Messina, Ali, Mandanici, Pagliara si dividono in 96 misure.
I Cafisi di Bavuso, Calvaruso, Condrò, Gualtieri, S. Pier Monforte, Saponara si dividono in 100 misure.
Il cantaro di Lipari si divide in 100 rotoli legali.

## Pesi
Nel 1877, oltre alle unità ufficiali del 1809, sono indicate in uso alcune misure abusive.
| Comuni         | Denominazione            | Valore   | Unità |
| -------------- | ------------------------ | -------- | ----- |
| Tutti i comuni | Rotolo                   | 793,420  | g     |
| Tutti i comuni | Libbra per orefici       | 320,759  | g     |
| Tutti i comuni | Trappeso per gli orefici | 0,890997 | g     |

Nell'uso comune locale si chiama peso alla sottile il rotolo legale diviso in 30 once alla sottile.
Gli orefici dividono la libbra in 12 once, l'oncia in 30 trappesi, il trappeso in 20 cocci.

## Territorio
Nel 1874 nel circondario di Messina erano presenti 29 comuni divisi in 11 mandamenti.
- Alì • Alì, Fiumedinisi, Guidomandri, Itala, Mandanici, Nizza di Sicilia, Pagliara, Roccalumera, Scaletta Zanclea
- Lipari • Lipari, Salina
- Messina I • Messina (arcivescovado)
- Messina II • Messina (priorato)
- Messina III • Messina (Galati), Santo Stefano di Briga
- Messina IV • Messina (Gazzi)
- Messina V • Messina (Gesso), Bauso, Calvaruso
- Messina VI • Messina (Pace)
- Milazzo • Condrò, Milazzo, Monforte San Giorgio, San Pier Niceto, Spadafora San Pietro
- Rometta • Roccavaldina, Rometta, Saponara Villafranca, Spadafora San Martino, Valdina, Venetico
- Santa Lucia del Mela • Gualtieri Sicaminò, Santa Lucia del Mela, San Filippo